# Château d'Elsterwerda
Le château d'Elsterwerda (Schloß Elsterwerda) est un château du XVIIe siècle bâti à l'emplacement d'un ancien château fort du XIIIe siècle, situé à Elsterwerda dans le Brandebourg (Allemagne).

## Histoire

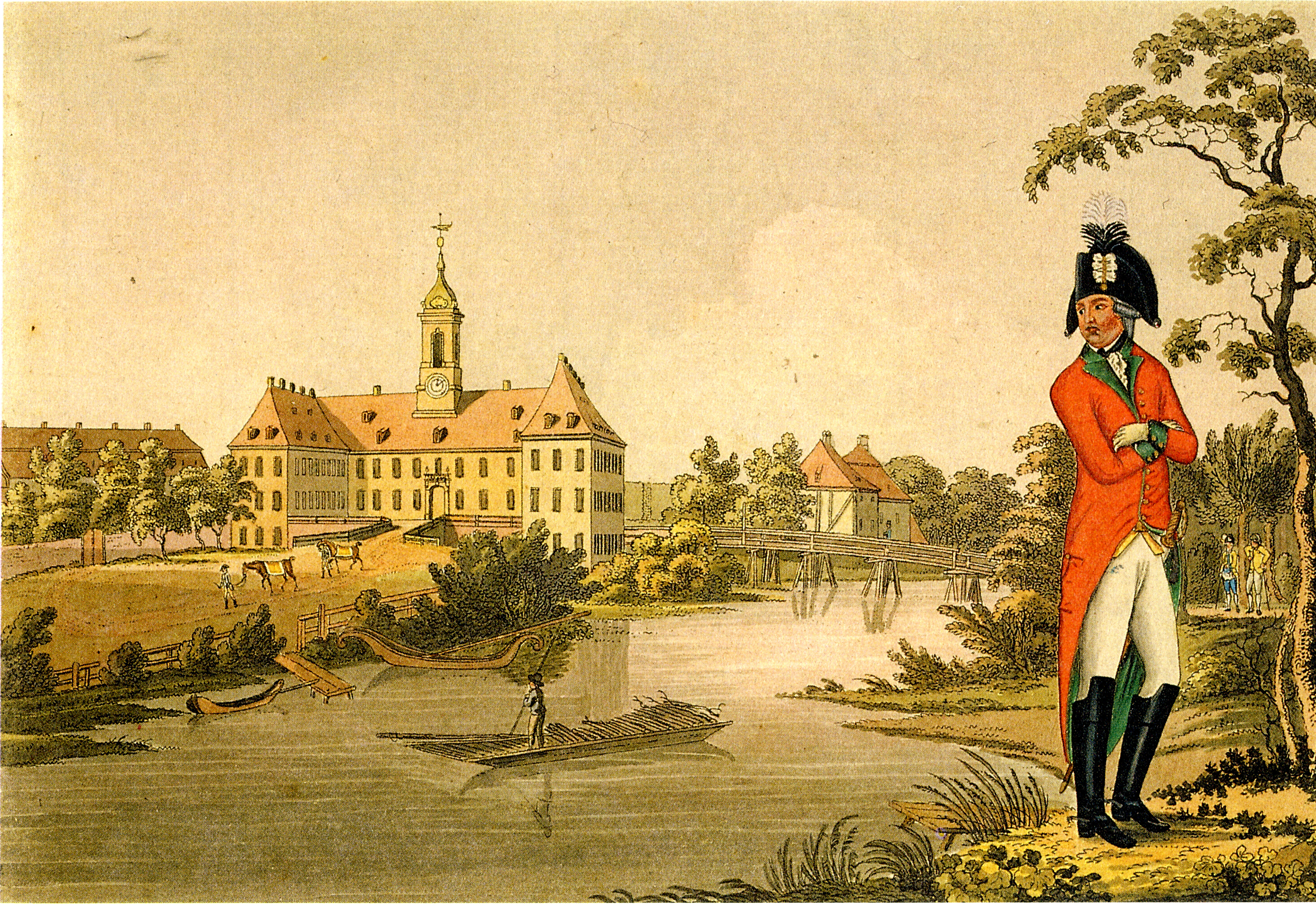
Officier des chevau-légers devant le château en 1791

Il existait un château fort à la fin du XIIe-début du XIIIe siècle qui surveillait la route fluviale de Dresde à l'actuel Berlin sur la Elster Noire. Les premiers documents écrits datent de 1288 et un document du 18 février 1326 indique que le seigneur Henri de Köckritz le tenait en fief de la part des margraves de Misnie (Meissen). Conrad de Köckritz se fait nommer seigneur d'Elsterwerda en 1343 et la famille reste propriétaire du lieu jusqu'au XVIe siècle.
Jusqu'en 1367, le château et son domaine faisaient partie du diocèse de Naumbourg et le château fort était la résidence des chevaliers propriétaires de fermes et de granges alentour (une cinquantaine).
Les Köckritz vendent le château pour dix mille thalers au duc Georges de Saxe qui le revend en 1539 à Christoph von Maltitz, conseiller en Saxe et statthalter de Mersebourg. Il meurt en 1547 et son fils Haubold en hérite, en plus de ses domaines d'Oelsnitz et de Kotschka. Le château passe en 1586 à Sigmund von Maltitz, puis à la famille von Rohr en 1612. Les anciens bâtiments sont détruits en 1616 et reconstruits et en 1700 un château en quatre corps de bâtiments est construit.
Le château est acquis en 1708 par le baron Waldemar de Löwendal haut-maréchal de la Cour du roi de Pologne, ainsi que conseiller secret et ministre du cabinet du roi. Il est aussi le petit-fils de Frédéric III de Danemark. Le baron achète plus tard le domaine de Mückenberg en 1716 qu'il laissera à son épouse Bénédicte (1683-1776). Le baron transforme le château et ses quatre corps de bâtiment. Il fait construire un corps de bâtiment orienté, avec trois ailes. Ces travaux le mènent à la ruine et il est obligé de vendre le domaine pour 10 500 thaler, le 20 mars 1727. Il vend aussi les domaines de Krauschütz et de Kotschka. L'heureux acheteur est le roi Auguste le Fort (1670-1733), mais il en profitera peu. Il décide néanmoins de réaménager le château par Pöppelmann, Knöffel, après 1730, et Samuel Locke à la fin. Il fait entre autres allonger l'aile ouest. Le château et son domaine deviennent rapidement la résidence d'agrément de Marie-Josèphe d'Autriche, épouse du prince héritier et futur Auguste III de Pologne. On y organise des chasses et toute sorte de plaisirs, on construit une faisanderie et une maison de tir. En 1728, la princesse fait planter une allée de tilleuls vers l'entrée.
Plus tard le château devient la résidence d'été du prince Charles de Saxe (1733-1796) et duc de Courlande (1758-1763), jusqu'à sa mort. Il fait construire une maison des officiers en 1781 et reçoit en 1791 le roi Frédéric-Guillaume II, ses fils, et le comte d'Artois en exil. La maison de Saxe reste propriétaire des lieux jusqu'en 1814.
Napoléon y passe en 1813 pendant la guerre, ainsi que Blücher.

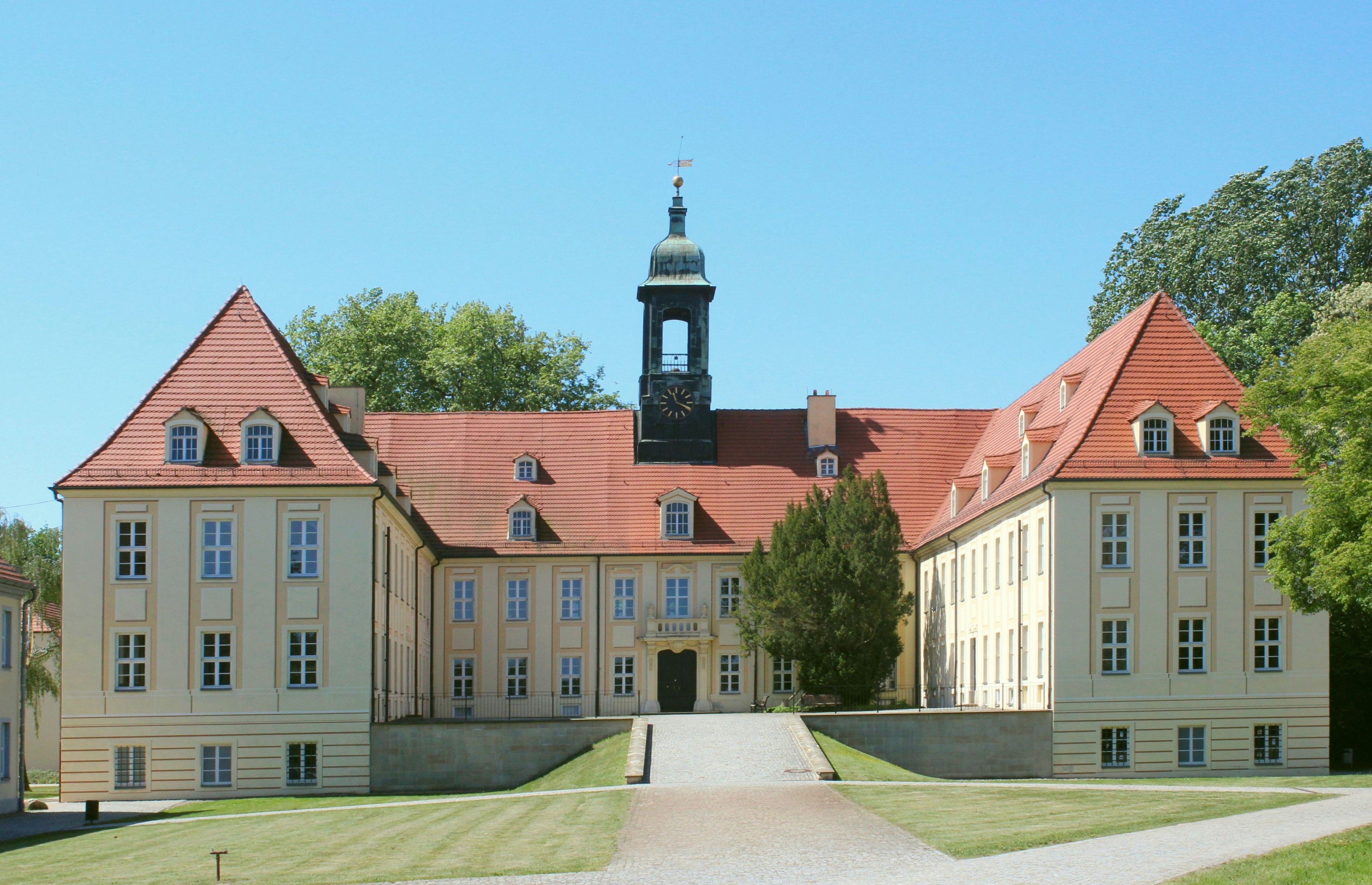
Vue du château, côté cour d'Honneur

Lorsque la Saxe (ancienne alliée de la France napoléonienne) est remodelée après la chute de Napoléon, elle perd son domaine d'Elsterwerba au profit de la Prusse. Le ministère des cultes de Prusse obtient d'y faire ouvrir un internat pour jeunes gens songeant à devenir pasteurs en 1851 et des travaux de restauration et d'agrandissement ont lieu jusqu'en 1857. L'internat peut ouvrir le 6 janvier 1858 avec les 19 premiers élèves. La maison des officiers, quant à elle, est vendue à la commune d'Elsterwerba en 1849. L'école sera transformée en collège secondaire en 1926 et en Oberschule en 1938.
Aujourd'hui le château abrite le Elsterschloss-Gymnasium, internat et externat renommé. Il a été restauré en 1995, le transformant ainsi en l'un des établissements d'enseignement les plus beaux d'Allemagne.